# Francesc III de Bretanya

Blasó del delfí de França, Francesc, duc de Bretanya
quarterat als 1 i 4, contra-quarterat als 1 et 4 d'atzur amb tres flors de lliri d'or i als 2 i 3 d'or amb dofí d'atzur, amb cresta, barba, cua, pell i orella de gules; als 2 et 3, contra-quarterat als 1 i 4 d'atzur amb tres flors de lliri d'or i als 2 i 3 d'ermini

Francesc III de Bretanya, conegut igualment sota el nom de Francesc de França (nascut al castell d'Amboise el 28 de febrer de 1518 i mort al castell de Tournon el 10 d'agost de 1536) fou el fill gran del rei de França Francesc I de França i de Clàudia de França, duquessa de Bretanya i reina consort de França. Era net per línia paterna del comte Carles I d'Angulema i de Lluïsa de Savoia, i per línia materna del rei Lluís XII de França i la duquessa Anna de Bretanya.
Fill gran del rei, va ser titulat delfí de França al seu naixement, esdevenint així l'hereu presumpte del regne de França. A la mort de la seva mare el 1524, es va proclamar duc de Bretanya però no va governar mai, ja que l'usdefruit del ducat era exercit pel seu pare. Coronat duc de Bretanya de resultes de la unió del ducat de Bretanya al regne de França el 1532, Francesc va morir prematurament el 1536. Les causes de la seva mort han estat objecte de controvèrsies; oficialment va ser enverinat sota ordre de Carles V però la hipòtesi d'una pleuresia és més àmpliament admesa pels historiadors.

## Biografia

### Delfí de França

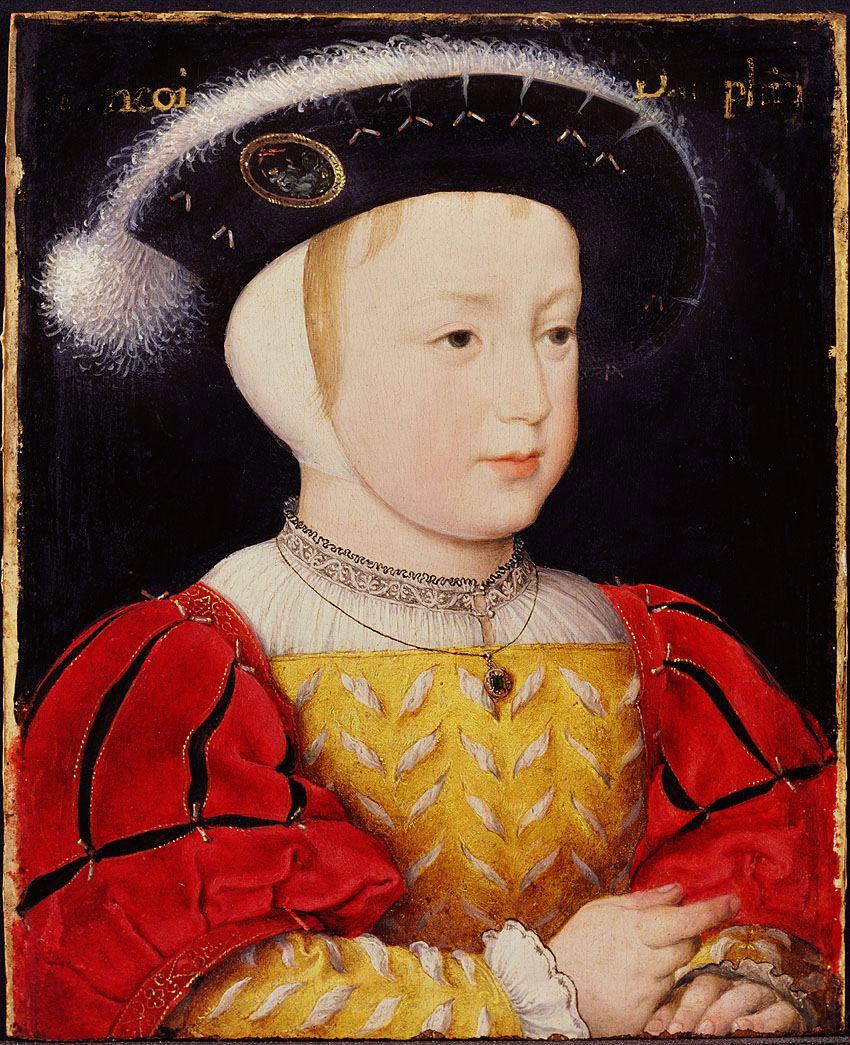
Francesc de França infant - Pintura de Jean Clouet

El 28 de febrer de 1518, la reina de França Clàudia va portar al món el seu primer fill. Anomenat Francesc, com el seu pare, el nen va rebre el títol de delfí en tant que hereu del regne.
El 1518, llavors nounat, en el marc del Tractat de Londres fou promès en matrimoni amb Maria I d'Anglaterra de 2 anys, filla d'Enric VIII d'Anglaterra.
Hereu del ducat de Bretanya a la mort de la seva mare la duquessa Clàudia el 1524, els Estats de Bretanya van discutir de manera inicial el seu títol (que segons el contracte de matrimoni d'Anna de Bretagne i Lluís XII hauria hagut de tornar al seu fill petit) i a Francesc I la facultat de conferir-l'hi. Sota pressió del rei el van acabar reconeixent com a duc pel tractat d'unió de Bretanya a França del 1532.
El 1525, Francesc I va perdre la batalla de Pavia i fou fet presoner per Carles V. El rei no va poder tornar al seu regne més que deixant a Castella dos ostatges: els prínceps reials Francesc i Enric, que hi continuaren residint durant quatre anys, de 1526 a 1530.

### Duc de Bretanya
L'endemà de la publicació de l'edicte d'unió a Nantes, en el transcurs d'acolorides festivitats, Francesc va ser coronat duc de Bretanya a Rennes el 14 d'agost de 1532. Després que es va haver desposseït del collaret de l'Orde de Sant Miquel, es va guarnir amb el collaret de l'orde de l'Ermini. El bisbe Yves Mahyeuc li va remetre llavors l'espasa dels ducs, va beneir la corona d'or i li va posar sobre el cap. Així equipat, Francesc III es va anar a asseure sobre el tron i va pronunciar en bretó i en francès el seu jurament. Les poques iniciatives del jove duc Francesc III respecte als seus nous assumptes van desagradar tant al rei que el va allunyar de Bretanya. No va governar mai el seu ducat del qual l'usdefruit era exercitat pel seu pare.

### Defunció

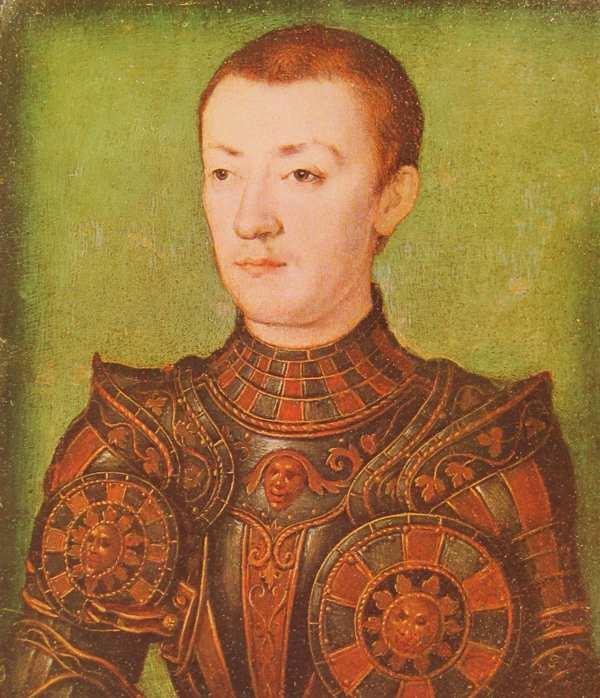
Francesc III, per Corneille de Lió.

Al final del mes d'octubre de 1535, el duc de Milà, Francesc II Sforza, va morir sense hereu. Francesc I va considerar que la seva millor oportunitat per obtenir el ducat vacant era negociar un intercanvi de territoris. Per això va decidir apoderar-se de Savoia, sabent que Carles Quint, el seu principal rival al Milanès, no podria fàcilment abandonar al seu cunyat el duc de Savoia. Recolzant-se en les pretensions de la seva mare Lluïsa de Savoia, va penetrar al Piemont, llavors neutralitzat per un greu conflicte amb Berna i Ginebra. Envia al capdavant de les seves tropes el delfí Francesc i el príncep Enric duc d'Orléans amb ordre de no atacar directament el Milanès.
L'agost de 1536, Francesc va tenir un malestar després d'haver begut un got d'aigua; el duc va morir alguns dies més tard el 10 d'agost de 1536 al castell de Tournon. Tenia divuit anys, no havia contret cap matrimoni i no tenia cap descendència legítima o il·legítima. El seu germà Enric II de França el va succeir com a delfí i duc de Bretanya.

#### Causa de la defunció
Com sovint en les defuncions sense causa aparent, nombrosos remors van circular en aquell temps per evocar un possible enverinament que és, actualment, jutjat pels historiadors com a poc probable. Aquesta mort va ser atribuïda en principi a un senyor piemontès del seu seguici, el comte Sebastiano de Montecuculli comissari de Carles Quint, que havia presentat al duc, a petició seva, un got d'aigua fresca durant una partida de palma (antecedent de la pilota basca), a Tournon. Francesc I, persuadit que el seu hereu havia estat enverinat sota ordre de Carles V, va fer agafar al comte que havia portat el got d'aigua. Aquest fou jutjat culpable, condemnat a mort i esquarterat a Lió, en presència de Francesc I i de la cort. Els trossos del seu cos van ser penjats a les quatre portes de la ciutat.
Altres remors atribueixen la mort de Francesc de França, als Mèdici. Com que el delfí que no estava ni casat ni promès, la família de Caterina de Mèdici, esposa d'Enric II de França, segon fill de Francesc I, només havia d'eliminar a Francesc per fer accedir a Caterina al tron de França. Alguns van dir que Francesc hauria mort després d'una esgotadora nit d'amor amb Mademoiselle de L'Estrange, la seva amant · .
Aquest esdeveniment va ser un dels més lúgubres i dels més foscos del regnat de Francesc I. La tesi de la mort natural per pleuresia, contreta a les insalubres fortaleses espanyoles quan era ostatge de Carles Quint, continua sent la més admesa. Aquest esdeveniment és evocat pel poeta François de Malherbe en el seu consol al Sr. Du Perrier per la mort de la seva filla, pels versos "Francesc, quan Castille, desigual en les seves armes, li va volar el seu delfí, sembla d'un tan gran cop haver de llançar llàgrimes, que no tinguessin fi.". Aquests versos de Malherbe posen per davant la tesi de l'assassinat sota ordre de Carles Quint.

## Genealogia simplificada
|                                    |                                    |                                    |                                    |                                     |                                     | Carles V (1338-1380) (1364-1380)    | Carles V (1338-1380) (1364-1380)    | Carles V (1338-1380) (1364-1380)    | Carles V (1338-1380) (1364-1380)    | Carles V (1338-1380) (1364-1380) | Carles V (1338-1380) (1364-1380) |                               |                               | Joana de Borbó (1337-1378)   | Joana de Borbó (1337-1378)   | Joana de Borbó (1337-1378)   | Joana de Borbó (1337-1378)   | Joana de Borbó (1337-1378)   | Joana de Borbó (1337-1378)   |                                   |                                   |                                   |                                   |                                   |                                   |                                  |                                  |                                  |                                  |                                |                                |                                    |                                    |                                    |                                    |                                    |                                    |                               |                               |                               |                               |                              |                              |                              |                              |  |  |                       |                       |                       |                       |                       |                       |  |  |
|                                    |                                    |                                    |                                    |                                     |                                     | Carles V (1338-1380) (1364-1380)    | Carles V (1338-1380) (1364-1380)    | Carles V (1338-1380) (1364-1380)    | Carles V (1338-1380) (1364-1380)    | Carles V (1338-1380) (1364-1380) | Carles V (1338-1380) (1364-1380) |                               |                               | Joana de Borbó (1337-1378)   | Joana de Borbó (1337-1378)   | Joana de Borbó (1337-1378)   | Joana de Borbó (1337-1378)   | Joana de Borbó (1337-1378)   | Joana de Borbó (1337-1378)   |                                   |                                   |                                   |                                   |                                   |                                   |                                  |                                  |                                  |                                  |                                |                                |                                    |                                    |                                    |                                    |                                    |                                    |                               |                               |                               |                               |                              |                              |                              |                              |  |  |                       |                       |                       |                       |                       |                       |  |  |
|                                    |                                    |                                    |                                    |                                     |                                     |                                     |                                     |                                     |                                     |                                  |                                  |                               |                               |                              |                              |                              |                              |                              |                              |                                   |                                   |                                   |                                   |                                   |                                   |                                  |                                  |                                  |                                  |                                |                                |                                    |                                    |                                    |                                    |                                    |                                    |                               |                               |                               |                               |                              |                              |                              |                              |  |  |                       |                       |                       |                       |                       |                       |  |  |
|                                    |                                    |                                    |                                    |                                     |                                     |                                     |                                     |                                     |                                     |                                  |                                  |                               |                               |                              |                              |                              |                              |                              |                              |                                   |                                   |                                   |                                   |                                   |                                   |                                  |                                  |                                  |                                  |                                |                                |                                    |                                    |                                    |                                    |                                    |                                    |                               |                               |                               |                               |                              |                              |                              |                              |  |  |                       |                       |                       |                       |                       |                       |  |  |
| Carles VI (1368-1422) (1380-1422)  | Carles VI (1368-1422) (1380-1422)  | Carles VI (1368-1422) (1380-1422)  | Carles VI (1368-1422) (1380-1422)  | Carles VI (1368-1422) (1380-1422)   | Carles VI (1368-1422) (1380-1422)   |                                     |                                     | Isabel de Baviera (1371-1435)       | Isabel de Baviera (1371-1435)       | Isabel de Baviera (1371-1435)    | Isabel de Baviera (1371-1435)    | Isabel de Baviera (1371-1435) | Isabel de Baviera (1371-1435) |                              |                              |                              |                              |                              |                              | Lluís I d'Orleans (1372-1407)     | Lluís I d'Orleans (1372-1407)     | Lluís I d'Orleans (1372-1407)     | Lluís I d'Orleans (1372-1407)     | Lluís I d'Orleans (1372-1407)     | Lluís I d'Orleans (1372-1407)     |                                  |                                  | Valentina Visconti (1368-1408)   | Valentina Visconti (1368-1408)   | Valentina Visconti (1368-1408) | Valentina Visconti (1368-1408) | Valentina Visconti (1368-1408)     | Valentina Visconti (1368-1408)     |                                    |                                    |                                    |                                    |                               |                               |                               |                               |                              |                              |                              |                              |  |  |                       |                       |                       |                       |                       |                       |  |  |
| Carles VI (1368-1422) (1380-1422)  | Carles VI (1368-1422) (1380-1422)  | Carles VI (1368-1422) (1380-1422)  | Carles VI (1368-1422) (1380-1422)  | Carles VI (1368-1422) (1380-1422)   | Carles VI (1368-1422) (1380-1422)   |                                     |                                     | Isabel de Baviera (1371-1435)       | Isabel de Baviera (1371-1435)       | Isabel de Baviera (1371-1435)    | Isabel de Baviera (1371-1435)    | Isabel de Baviera (1371-1435) | Isabel de Baviera (1371-1435) |                              |                              |                              |                              |                              |                              | Lluís I d'Orleans (1372-1407)     | Lluís I d'Orleans (1372-1407)     | Lluís I d'Orleans (1372-1407)     | Lluís I d'Orleans (1372-1407)     | Lluís I d'Orleans (1372-1407)     | Lluís I d'Orleans (1372-1407)     |                                  |                                  | Valentina Visconti (1368-1408)   | Valentina Visconti (1368-1408)   | Valentina Visconti (1368-1408) | Valentina Visconti (1368-1408) | Valentina Visconti (1368-1408)     | Valentina Visconti (1368-1408)     |                                    |                                    |                                    |                                    |                               |                               |                               |                               |                              |                              |                              |                              |  |  |                       |                       |                       |                       |                       |                       |  |  |
|                                    |                                    |                                    |                                    |                                     |                                     |                                     |                                     |                                     |                                     |                                  |                                  |                               |                               |                              |                              |                              |                              |                              |                              |                                   |                                   |                                   |                                   |                                   |                                   |                                  |                                  |                                  |                                  |                                |                                |                                    |                                    |                                    |                                    |                                    |                                    |                               |                               |                               |                               |                              |                              |                              |                              |  |  |                       |                       |                       |                       |                       |                       |  |  |
|                                    |                                    |                                    |                                    |                                     |                                     |                                     |                                     |                                     |                                     |                                  |                                  |                               |                               |                              |                              |                              |                              |                              |                              |                                   |                                   |                                   |                                   |                                   |                                   |                                  |                                  |                                  |                                  |                                |                                |                                    |                                    |                                    |                                    |                                    |                                    |                               |                               |                               |                               |                              |                              |                              |                              |  |  |                       |                       |                       |                       |                       |                       |  |  |
| Carles VII (1403-1461) (1422-1461) | Carles VII (1403-1461) (1422-1461) | Carles VII (1403-1461) (1422-1461) | Carles VII (1403-1461) (1422-1461) | Carles VII (1403-1461) (1422-1461)  | Carles VII (1403-1461) (1422-1461)  |                                     |                                     | Maria d'Anjou (1404-1463)           | Maria d'Anjou (1404-1463)           | Maria d'Anjou (1404-1463)        | Maria d'Anjou (1404-1463)        | Maria d'Anjou (1404-1463)     | Maria d'Anjou (1404-1463)     |                              |                              | Carles d'Orleans (1394-1465) | Carles d'Orleans (1394-1465) | Carles d'Orleans (1394-1465) | Carles d'Orleans (1394-1465) | Carles d'Orleans (1394-1465)      | Carles d'Orleans (1394-1465)      |                                   |                                   | Maria de Cleves (1426-1487)       | Maria de Cleves (1426-1487)       | Maria de Cleves (1426-1487)      | Maria de Cleves (1426-1487)      | Maria de Cleves (1426-1487)      | Maria de Cleves (1426-1487)      |                                |                                | Joan d'Orleans (1400-1467)         | Joan d'Orleans (1400-1467)         | Joan d'Orleans (1400-1467)         | Joan d'Orleans (1400-1467)         | Joan d'Orleans (1400-1467)         | Joan d'Orleans (1400-1467)         |                               |                               | Margarita de Rohan (nc-1496)  | Margarita de Rohan (nc-1496)  | Margarita de Rohan (nc-1496) | Margarita de Rohan (nc-1496) | Margarita de Rohan (nc-1496) | Margarita de Rohan (nc-1496) |  |  |                       |                       |                       |                       |                       |                       |  |  |
| Carles VII (1403-1461) (1422-1461) | Carles VII (1403-1461) (1422-1461) | Carles VII (1403-1461) (1422-1461) | Carles VII (1403-1461) (1422-1461) | Carles VII (1403-1461) (1422-1461)  | Carles VII (1403-1461) (1422-1461)  |                                     |                                     | Maria d'Anjou (1404-1463)           | Maria d'Anjou (1404-1463)           | Maria d'Anjou (1404-1463)        | Maria d'Anjou (1404-1463)        | Maria d'Anjou (1404-1463)     | Maria d'Anjou (1404-1463)     |                              |                              | Carles d'Orleans (1394-1465) | Carles d'Orleans (1394-1465) | Carles d'Orleans (1394-1465) | Carles d'Orleans (1394-1465) | Carles d'Orleans (1394-1465)      | Carles d'Orleans (1394-1465)      |                                   |                                   | Maria de Cleves (1426-1487)       | Maria de Cleves (1426-1487)       | Maria de Cleves (1426-1487)      | Maria de Cleves (1426-1487)      | Maria de Cleves (1426-1487)      | Maria de Cleves (1426-1487)      |                                |                                | Joan d'Orleans (1400-1467)         | Joan d'Orleans (1400-1467)         | Joan d'Orleans (1400-1467)         | Joan d'Orleans (1400-1467)         | Joan d'Orleans (1400-1467)         | Joan d'Orleans (1400-1467)         |                               |                               | Margarita de Rohan (nc-1496)  | Margarita de Rohan (nc-1496)  | Margarita de Rohan (nc-1496) | Margarita de Rohan (nc-1496) | Margarita de Rohan (nc-1496) | Margarita de Rohan (nc-1496) |  |  |                       |                       |                       |                       |                       |                       |  |  |
|                                    |                                    |                                    |                                    |                                     |                                     |                                     |                                     |                                     |                                     |                                  |                                  |                               |                               |                              |                              |                              |                              |                              |                              |                                   |                                   |                                   |                                   |                                   |                                   |                                  |                                  |                                  |                                  |                                |                                |                                    |                                    |                                    |                                    |                                    |                                    |                               |                               |                               |                               |                              |                              |                              |                              |  |  |                       |                       |                       |                       |                       |                       |  |  |
|                                    |                                    |                                    |                                    |                                     |                                     |                                     |                                     |                                     |                                     |                                  |                                  |                               |                               |                              |                              |                              |                              |                              |                              |                                   |                                   |                                   |                                   |                                   |                                   |                                  |                                  |                                  |                                  |                                |                                |                                    |                                    |                                    |                                    |                                    |                                    |                               |                               |                               |                               |                              |                              |                              |                              |  |  |                       |                       |                       |                       |                       |                       |  |  |
| Lluís XI (1423-1483) (1461-1483)   | Lluís XI (1423-1483) (1461-1483)   | Lluís XI (1423-1483) (1461-1483)   | Lluís XI (1423-1483) (1461-1483)   | Lluís XI (1423-1483) (1461-1483)    | Lluís XI (1423-1483) (1461-1483)    |                                     |                                     | Carlota de Savoia (1440-1483)       | Carlota de Savoia (1440-1483)       | Carlota de Savoia (1440-1483)    | Carlota de Savoia (1440-1483)    | Carlota de Savoia (1440-1483) | Carlota de Savoia (1440-1483) |                              |                              |                              |                              |                              |                              |                                   |                                   |                                   |                                   |                                   |                                   |                                  |                                  |                                  |                                  |                                |                                |                                    |                                    |                                    |                                    |                                    |                                    |                               |                               |                               |                               |                              |                              |                              |                              |  |  |                       |                       |                       |                       |                       |                       |  |  |
| Lluís XI (1423-1483) (1461-1483)   | Lluís XI (1423-1483) (1461-1483)   | Lluís XI (1423-1483) (1461-1483)   | Lluís XI (1423-1483) (1461-1483)   | Lluís XI (1423-1483) (1461-1483)    | Lluís XI (1423-1483) (1461-1483)    |                                     |                                     | Carlota de Savoia (1440-1483)       | Carlota de Savoia (1440-1483)       | Carlota de Savoia (1440-1483)    | Carlota de Savoia (1440-1483)    | Carlota de Savoia (1440-1483) | Carlota de Savoia (1440-1483) |                              |                              |                              |                              |                              |                              |                                   |                                   |                                   |                                   |                                   |                                   |                                  |                                  |                                  |                                  |                                |                                |                                    |                                    |                                    |                                    |                                    |                                    |                               |                               |                               |                               |                              |                              |                              |                              |  |  |                       |                       |                       |                       |                       |                       |  |  |
|                                    |                                    |                                    |                                    |                                     |                                     |                                     |                                     |                                     |                                     |                                  |                                  |                               |                               |                              |                              |                              |                              |                              |                              |                                   |                                   |                                   |                                   |                                   |                                   |                                  |                                  |                                  |                                  |                                |                                |                                    |                                    |                                    |                                    |                                    |                                    |                               |                               |                               |                               |                              |                              |                              |                              |  |  |                       |                       |                       |                       |                       |                       |  |  |
|                                    |                                    |                                    |                                    | Carles VIII (1470-1498) (1483-1498) | Carles VIII (1470-1498) (1483-1498) | Carles VIII (1470-1498) (1483-1498) | Carles VIII (1470-1498) (1483-1498) | Carles VIII (1470-1498) (1483-1498) | Carles VIII (1470-1498) (1483-1498) |                                  |                                  | Anna de Bretanya (1477-1514)  | Anna de Bretanya (1477-1514)  | Anna de Bretanya (1477-1514) | Anna de Bretanya (1477-1514) | Anna de Bretanya (1477-1514) | Anna de Bretanya (1477-1514) |                              |                              | Lluís XII (1462-1515) (1498-1515) | Lluís XII (1462-1515) (1498-1515) | Lluís XII (1462-1515) (1498-1515) | Lluís XII (1462-1515) (1498-1515) | Lluís XII (1462-1515) (1498-1515) | Lluís XII (1462-1515) (1498-1515) |                                  |                                  | Lluïsa de Savoia (1476-1531)     | Lluïsa de Savoia (1476-1531)     | Lluïsa de Savoia (1476-1531)   | Lluïsa de Savoia (1476-1531)   | Lluïsa de Savoia (1476-1531)       | Lluïsa de Savoia (1476-1531)       |                                    |                                    | Carles d'Angulema (1459-1496)      | Carles d'Angulema (1459-1496)      | Carles d'Angulema (1459-1496) | Carles d'Angulema (1459-1496) | Carles d'Angulema (1459-1496) | Carles d'Angulema (1459-1496) |                              |                              |                              |                              |  |  |                       |                       |                       |                       |                       |                       |  |  |
|                                    |                                    |                                    |                                    | Carles VIII (1470-1498) (1483-1498) | Carles VIII (1470-1498) (1483-1498) | Carles VIII (1470-1498) (1483-1498) | Carles VIII (1470-1498) (1483-1498) | Carles VIII (1470-1498) (1483-1498) | Carles VIII (1470-1498) (1483-1498) |                                  |                                  | Anna de Bretanya (1477-1514)  | Anna de Bretanya (1477-1514)  | Anna de Bretanya (1477-1514) | Anna de Bretanya (1477-1514) | Anna de Bretanya (1477-1514) | Anna de Bretanya (1477-1514) |                              |                              | Lluís XII (1462-1515) (1498-1515) | Lluís XII (1462-1515) (1498-1515) | Lluís XII (1462-1515) (1498-1515) | Lluís XII (1462-1515) (1498-1515) | Lluís XII (1462-1515) (1498-1515) | Lluís XII (1462-1515) (1498-1515) |                                  |                                  | Lluïsa de Savoia (1476-1531)     | Lluïsa de Savoia (1476-1531)     | Lluïsa de Savoia (1476-1531)   | Lluïsa de Savoia (1476-1531)   | Lluïsa de Savoia (1476-1531)       | Lluïsa de Savoia (1476-1531)       |                                    |                                    | Carles d'Angulema (1459-1496)      | Carles d'Angulema (1459-1496)      | Carles d'Angulema (1459-1496) | Carles d'Angulema (1459-1496) | Carles d'Angulema (1459-1496) | Carles d'Angulema (1459-1496) |                              |                              |                              |                              |  |  |                       |                       |                       |                       |                       |                       |  |  |
|                                    |                                    |                                    |                                    |                                     |                                     |                                     |                                     |                                     |                                     |                                  |                                  |                               |                               |                              |                              |                              |                              |                              |                              |                                   |                                   |                                   |                                   |                                   |                                   |                                  |                                  |                                  |                                  |                                |                                |                                    |                                    |                                    |                                    |                                    |                                    |                               |                               |                               |                               |                              |                              |                              |                              |  |  |                       |                       |                       |                       |                       |                       |  |  |
|                                    |                                    |                                    |                                    |                                     |                                     |                                     |                                     |                                     |                                     |                                  |                                  |                               |                               |                              |                              | Clàudia (1499-1524)          | Clàudia (1499-1524)          | Clàudia (1499-1524)          | Clàudia (1499-1524)          | Clàudia (1499-1524)               | Clàudia (1499-1524)               |                                   |                                   |                                   |                                   |                                  |                                  |                                  |                                  |                                |                                | Francesc I (1494-1547) (1515-1547) | Francesc I (1494-1547) (1515-1547) | Francesc I (1494-1547) (1515-1547) | Francesc I (1494-1547) (1515-1547) | Francesc I (1494-1547) (1515-1547) | Francesc I (1494-1547) (1515-1547) |                               |                               |                               |                               |                              |                              |                              |                              |  |  |                       |                       |                       |                       |                       |                       |  |  |
|                                    |                                    |                                    |                                    |                                     |                                     |                                     |                                     |                                     |                                     |                                  |                                  |                               |                               |                              |                              | Clàudia (1499-1524)          | Clàudia (1499-1524)          | Clàudia (1499-1524)          | Clàudia (1499-1524)          | Clàudia (1499-1524)               | Clàudia (1499-1524)               |                                   |                                   |                                   |                                   |                                  |                                  |                                  |                                  |                                |                                | Francesc I (1494-1547) (1515-1547) | Francesc I (1494-1547) (1515-1547) | Francesc I (1494-1547) (1515-1547) | Francesc I (1494-1547) (1515-1547) | Francesc I (1494-1547) (1515-1547) | Francesc I (1494-1547) (1515-1547) |                               |                               |                               |                               |                              |                              |                              |                              |  |  |                       |                       |                       |                       |                       |                       |  |  |
|                                    |                                    |                                    |                                    |                                     |                                     |                                     |                                     |                                     |                                     |                                  |                                  |                               |                               |                              |                              |                              |                              |                              |                              |                                   |                                   |                                   |                                   |                                   |                                   |                                  |                                  |                                  |                                  |                                |                                |                                    |                                    |                                    |                                    |                                    |                                    |                               |                               |                               |                               |                              |                              |                              |                              |  |  |                       |                       |                       |                       |                       |                       |  |  |
|                                    |                                    |                                    |                                    |                                     |                                     |                                     |                                     |                                     |                                     |                                  |                                  |                               |                               |                              |                              |                              |                              |                              |                              |                                   |                                   |                                   |                                   |                                   |                                   |                                  |                                  |                                  |                                  |                                |                                |                                    |                                    |                                    |                                    |                                    |                                    |                               |                               |                               |                               |                              |                              |                              |                              |  |  |                       |                       |                       |                       |                       |                       |  |  |
| Lluïsa (1515-1518)                 | Lluïsa (1515-1518)                 | Lluïsa (1515-1518)                 | Lluïsa (1515-1518)                 | Lluïsa (1515-1518)                  | Lluïsa (1515-1518)                  |                                     |                                     | Carlota (1516-1524)                 | Carlota (1516-1524)                 | Carlota (1516-1524)              | Carlota (1516-1524)              | Carlota (1516-1524)           | Carlota (1516-1524)           |                              |                              | Francesc (1518-1536)         | Francesc (1518-1536)         | Francesc (1518-1536)         | Francesc (1518-1536)         | Francesc (1518-1536)              | Francesc (1518-1536)              |                                   |                                   | Enric II (1519-1559) (1547-1559)  | Enric II (1519-1559) (1547-1559)  | Enric II (1519-1559) (1547-1559) | Enric II (1519-1559) (1547-1559) | Enric II (1519-1559) (1547-1559) | Enric II (1519-1559) (1547-1559) |                                |                                | Magdalena de França (1520-1537)    | Magdalena de França (1520-1537)    | Magdalena de França (1520-1537)    | Magdalena de França (1520-1537)    | Magdalena de França (1520-1537)    | Magdalena de França (1520-1537)    |                               |                               | Carles (1522-1545)            | Carles (1522-1545)            | Carles (1522-1545)           | Carles (1522-1545)           | Carles (1522-1545)           | Carles (1522-1545)           |  |  | Margarida (1523-1574) | Margarida (1523-1574) | Margarida (1523-1574) | Margarida (1523-1574) | Margarida (1523-1574) | Margarida (1523-1574) |  |  |